# M-1 Global
M-1 Global (Mixfight-1) o també conegut com a MMA-1 (Arts marcials mixtes-1) és una promoció d'arts marcials mixtes russa amb seu a Sant Petersburg, Rússia, que organitza entre 10 i 20 competicions a l'any. M-1 Global ha celebrat més de 200 esdeveniments.
Van fer la seva primera major velada titulat M-1 "Global Presents Breakthrough" el 28 d'agost de 2009 al Memorial Hall de Kansas City, Kansas.

#### M-1 Globalha fet vetllades en;
- Rússia
- Ucraïna
- Geòrgia
- Estats Units
- Japó
- Brasil
- Espanya
- Països Baixos
- Alemanya
- Corea
- Xina
- Regne Unit
- Bulgària
- Finlàndia[2]